# O Rico Avarento
O Rico Avarento est une pièce de théâtre de l'auteur brésilien Ariano Suassuna, publiée en 1954, basée sur la pièce de Molière, le dramaturge français.

## Résumé
Au nord-est du Brésil, un colonel riche et puissant a à son service Tirateima, un humble garçon, qui se rend compte de plus en plus du caractère avare de son patron, qui refuse toute aumône et toute nourriture pour les pauvres et les mendiants qui se rendent à son domicile dans l'espoir d'une quelconque aide. Un jour, l'homme riche reçoit une visite inattendue, celle du maître de l'enfer et de ses chiens.